# Dispersione elettrica
La dispersione elettrica indica il fenomeno della perdita della carica elettrica da parte di un conduttore carico isolato.

## Cause
La dispersione di corrente elettrica è dovuta ad un imperfetto isolamento, ma in generale si verifica sempre, dato che anche i migliori isolanti hanno una pur piccolissima conduttività a causa della ionizzazione del fluido circostante, delle radiazioni prodotte da sostanze radioattive presenti in tracce in ogni materiale e della radiazione cosmica.

## Effetti
Gli effetti tipici di una dispersione elettrica sono l'aumento dell'inefficienza del sistema o impianto elettrico ovvero perdita nel trasferimento di potenza elettrica (quindi spreco di energia) e il rischio connesso di folgorazione.

## Rimedi
Per ovviare al rischio di folgorazione, per legge gli impianti elettrici devono essere provvisti di un sistema di protezione elettrico qual è l'interruttore differenziale, comunemente detto salvavita, che interrompe l'erogazione del flusso di corrente elettrica nell'impianto non appena viene rilevata una dispersione elettrica di entità superiore a una soglia prestabilita.
Ad esempio esistono interruttori differenziali con sensibilità di 10mA, 30mA, 300mA, 500mA, 1A, etc.
Questi dispositivi di per sé non sono in grado di evitare la dispersione elettrica, piuttosto intervengono quando l'intensità della stessa è superiore a una soglia prestabilita.